# Castillo de Molinicos
El castillo de Molinicos, se encuentra muy cercano a dicha localidad, en el municipio del mismo nombre, dentro de la provincia de Albacete.

## Características
Elevado sobre un promontorio, el castillo tenía forma rectangular, siendo su construcción de mazonería con sillería en las aristas de sus lados, quedando actualmente un tramo de pared cortina, acoplado a un lado de baluarte almenado, de los dos existentes en su construcción original. El recinto era rectangular.
Se encuentra en estado de ruina progresiva, y bajo la protección de la Declaración genérica del Decreto de 22 de abril de 1949, y la Ley 16/1985 sobre el Patrimonio Histórico Español.